# 石川県ふれあい昆虫館
石川県ふれあい昆虫館（いしかわけん ふれあいこんちゅうかん、Ishikawa Insect Museum）は、石川県白山市にある県立の博物館（昆虫館）である。

## 概要
昆虫とふれあうことで自然の大切さを学ぶことができる施設として設置され、1998年（平成10年）7月22日に開館した。館内では約1,600種の昆虫標本が展示されているほか、日本海側で最大規模の放蝶温室「チョウの園」では約10種・約1,000匹の蝶が飛び交う姿を一年中観察できる。
開館当初から同県に生息する希少種シャープゲンゴロウモドキ（環境省レッドリスト・絶滅危惧IA類）の保全を目的に累代飼育・生息地の現地調査を続けており、ゲンゴロウ類の飼育については日本国内トップレベルの知見がある。当館は2019年11月からアクアマリンいなわしろカワセミ水族館（福島県猪苗代町）・北杜市オオムラサキセンター（山梨県北杜市）とともに世界最大のゲンゴロウである希少種オウサマゲンゴロウモドキ（ラトビア原産）の飼育繁殖・展示を日本で初めて開始し、2020年6月には同種を国内で初めて羽化させた。
2021年にはYouTubeチャンネルを開設した。2023年には新種の水生昆虫を発見するなどの報告が続いた。

## 館内の展示物
- 自然の中の昆虫
- 昆虫の分布
- 昆虫の知恵
- 昆虫ウォッチング
- むしむしハウス
- チョウの園
- 生活と昆虫
- 石川県の昆虫
- 学習コーナー
- 情報コーナー
- ビオトープ

## 交通アクセス

### 鉄道
- 北陸鉄道石川線鶴来駅から徒歩約20分[13]

### バス
- 金沢駅から白山青年の家前まで北陸鉄道バスで約1時間、バス停から徒歩約10分
  - 金沢駅まで直通するバスはわずかで、ほとんどは鶴来駅発着となる。鶴来駅から白山青年の家前までは約3分。
- 鶴来駅前から石川県ふれあい昆虫館前まで白山市営バス「めぐーる」で約5分。バス停から徒歩約2分
  - 平日のみ運行。帰りは朝の1本を除き遠回りとなる。

### 自動車
- 北陸自動車道の白山インターチェンジ・美川インターチェンジからそれぞれ約25分

## 周辺
- 獅子吼高原
- 白山比咩神社
- 石川県農林試験場 樹木公園
- 道の駅しらやまさん